# Halo (Beyoncé)
Halo è un singolo della cantante statunitense Beyoncé, pubblicato il 20 gennaio 2009 come quarto estratto dal terzo album in studio I Am... Sasha Fierce.
Riconosciuto con il Grammy Award alla miglior interpretazione vocale pop femminile, e candidato nella categoria alla registrazione dell'anno, il brano è stato accolto positivamente dalla critica, che ne ha elogiato il potere evocativo sul tema dell'amore di una coppia, sia per quanto riguarda la composizione di Ryan Tedder e Evan "Kidd" Bogart, che per l'interpretazione di Beyoncé. Il brano ha inoltre vinto agli MTV Europe Music Awards 2009 il premio alla miglior canzone e un ASCAP Pop Music Awards.
Commercialmente Halo ha esordito tra le prime 10 posizioni in numerose classifiche internazionali, tra cui alla quinta posizione della Billboard Hot 100 statunitense, facendo divenire Beyoncé l'artista femminile con il maggior numero di canzoni tra le prime dieci posizioni della classifica nella decade 2001-2010, superando le 11 milioni di copie certificate dalla RIAA. Nel Regno Unito il brano è stato il tredicesimo della cantante a raggiungere le prime dieci posizioni della classifica UK Singles Chart, divenendo il brano di maggior successo nel Paese al 2022, con oltre 2 milioni di copie vendute.

## Descrizione
La traccia è scritta in chiave di La maggiore e riprende lo stile R&B e Pop di Beyoncé, con influenze gospel, pop e soul. Musicalmente lo strumento prevalente consiste in un pianoforte a cascata, accompagnato da ritmi percussivi.
Tedder e Beyoncé hanno prodotto il brano nel 2008 presso i Manfield Studios di Los Angeles e i Germano e Germano and Roc The Mic Studios di New York. Tedder ha curato gli arrangiamenti musicali e ha suonato gli strumenti, mentre Christian Baker ha assistito alla registrazione della musica. Mark "Spike" Stent ha mixato il brano con l'assistenza di Matt Green e Jim Caruana ha registrato la voce di Beyoncé.
Kidd propose il titolo Halo (Aureola) dopo aver sentito Tedder suonare accordi «angelici». Beyoncé ha ricevuto il credito nella scrittura successivamente, poiché come Tedder ha spiegato che è stata la cantante a modificare vocalmente il bridge della canzone.

## Esibizioni dal vivo
Beyoncé ha interpretato Halo per la prima volta durante la cerimonia di premiazione degli NAACP Image Award, dove la cantante era stata anche una delle vincitrici. Durante la promozione del film Obsessed, Beyoncé ha interpretato il brano numerose volte, per esempio al The Late Show with David Letterman, dopo una intervista il 22 aprile. La canzone è stata inclusa nella colonna sonora internazionale di Caminho das Índias, soap opera brasiliana, che ha permesso ad Halo di entrare in classifica anche in Brasile e Portogallo, dove la telenovela viene trasmessa.
Il brano è stato eseguito il 22 gennaio 2010 alla maratona televisiva di beneficenza Hope for Haiti Now dove Beyoncé è stata accompagnata al pianoforte da Chris Martin dei Coldplay.
Il 25 febbraio 2020, Beyoncé ha eseguito il brano alla cerimonia in memoria di Kobe Bryant e la figlia Gianna allo Staples Center a Los Angeles, in seguito alla morte dei due in un incidente aereo.

## Video musicale
Il video è stato pubblicato insieme al video di Diva, il 22 dicembre 2008, esclusivamente su iTunes Store. È stato diretto da Philip Andelman. Il video racconta il rapporto di coppia di una donna con il suo uomo. Luogo di ambientazione è una casa nella quale si alternano vita privata e prove di ballo della donna. Protagonista maschile del video è l'attore Michael Ealy. Il video ha ottenuto la certificazione Vevo.

## Accoglienza
Il brano ha ottenuto il sostegno della critica, definendola una delle performance vocali migliori della carriera della cantante.
Chris Coplan di Consequence scrive che grazie alla canzone Beyoncé «ha assunto un'aria completamente nuova di eleganza e bellezza orchestrale che non aveva mai raggiunto prima». James Reed del The Boston Globe ha scritto che la canzone è «la più evocativa power ballad» registrata da Beyoncé, paragonandola al lavoro svolto dal produttore discografico e cantautore americano Phil Spector. Michael Slezak di Entertainment Weekly ha descritto Halo come «un brano assolutamente glorioso e perfettamente prodotto».
Soffermandosi sulle doti vocali della cantante, Ryan Dombal di Pitchfork ha scritto che la voce di Beyoncé nella canzone «acuta ed elegante», ricordando lo stile di Céline Dion. Rolling Stone ha definito la potenza vocale della cantante capace di «esplorare un tipo di affetto quasi malinconico» apprezzando la capacità di sfoggiare «una certa moderazione vocale, con passaggi melismatici che ricordano Whitney Houston», definendola «una delle più intense e intramontabili power ballad degli anni 2000». Matos Michaelangelo di The A.V. Club ha commentato che la vocalità della cantante ha «una vera estensione per la grandezza».
Nel 2013 John Boone e Jennifer Cady di E! hanno inserito la canzone al terzo posto della loro lista delle dieci migliori canzoni di Beyoncé, scrivendo che altre power ballad «non riescono ad essere più potenti di questa, che vede Beyoncé cantare insieme a quelli che sembrano essere tutti gli strumenti del mondo (compreso un fantastico assolo di batteria di un secondo)». Melissa Ruggieri di USA Today ha scritto che sebbene il brano «tende alla ripetizione», la voce «pura di Beyoncé scivola con eleganza».

## Controversie

### Accuse di falsità intellettuale a Tedder e Bogart
Secondo Simon Cowell, proprietario della società di produzione musicale Syco Entertainment, Bogart e Tedder avevano pensato a Halo per la sua cliente, la cantante britannica Leona Lewis, facendola invece registrare a Beyoncé ad insaputa del manager. Tedder ha risposto di aver proposto solo provvisoriamente il brano alla Lewis dopo che Beyoncé aveva aspettato a lungo prima di registrarlo, dichiarando:
(Ryan Tedder)

### Accuse da Kelly Clarkson a Ryan Tedder per plagio
Poco dopo aver composto Halo, Ryan Tedder ha lavorato con Kelly Clarkson nel suo quarto album in studio, All I Ever Wanted (2009), per il quale hanno scritto insieme il brano Already Gone. Quando la canzone venne pubblicata come singolo, i critici notarono una somiglianza con il brano di Beyoncé, evidenti nelle basi musicali, che in entrambi i casi presentano un piano malinconico, batteria rumorosa e i battiti delle mani. Sebbene inizialmente Clarkson dichiarò di non sentire somiglianze tra i due brani, in un secondo momento si espresse in linea con i pensieri della critica, arrivando a cercare di impedire l'inserimento di Already Gone nell'album. Ciò non fu possibile poiché il suo album era già in fase di stampa. La cantante ha accusato Tedder di aver utilizzato lo stesso arrangiamento in entrambi i brani, soffermandosi sul fatto che essendo I Am... Sasha Fierce pubblicato precedentemente al suo album in studio, il pubblico avrebbe erroneamente supposto che Clarkson stesse rubando il campionamento a Beyoncé senza citarla.
In risposta alle accuse, Tedder ha sottolineato che non avrebbe mai dato a due artisti lo stesso arrangiamento musicale e che le accusse mosse nei suoi confronti  erano "offensive e assurde". Ha affermato che il concetto, le melodie e i testi di Already Gone e Halo sono completamente diversi. Definendo Already Gone una delle migliori canzoni che abbia mai composto, Tedder ha invitato le persone a "ascoltare le due tracce e formare le proprie opinioni".
Successivamente Clarkson ha anche cercato di impedire alla sua etichetta, la RCA, di pubblicare Already Gone come singolo perché rispetta l'arte di Beyoncé; tuttavia la casa discografica si oppose alla sua volontà e la pubblicarono. Clarkson ha raccontato: "È una di quelle cose su cui non ho alcun controllo. Ho già realizzato il mio album. A questo punto, la casa discografica può fare tutto ciò che vogliono".

## Riconoscimenti
Grammy Award
- 2010 – Miglior interpretazione vocale pop femminile
- 2010 – Candidatura alla registrazione dell'anno

ASCAP Pop Music Awards
- 2010 – Canzone più trasmessa

MTV Europe Music Awards
- 2009 – Miglior canzone

Teen Choice Awards
- 2009 – Candidatura alla miglior canzone d'amore

## Tracce
Australian Physical Disc
1. Halo (Main Version)
2. Single Ladies (Put a Ring on It) (Redtop Radio Edit)

Radio Promo CD single
1. Halo (Main Version)
2. Halo (Radio Edit)
3. Halo (Instrumental)

UK Physical Disc
1. Halo (Original Edit)
2. Halo (Dave Audé Edit)

UK Digital Release
1. Halo (Olli Collins & Fred Portelli Remix) — 6:58
2. Halo (The New Devices Remix) — 5:49
3. Halo (My Digital Enemy Remix) — 6:33
4. Halo — 4:21

US Digital Single
1. Halo (Radio Edit)
2. Halo (Dave Audé Club Mix)
3. Halo (Gomi Club Remix)
4. Halo (Karmatronic Club Remix)
5. Halo (Lost Daze Club Remix)

German Basic Single
1. Halo (Album Version)
2. Diva (Album Version)

German Premium Single
1. Halo (Album Version)
2. Diva (Album Version)
3. Halo (Dave Audé Edit)
4. Halo (Data track - video)

## Successo commerciale

### Stati Uniti
Halo ha esordito alla posizione numero 93 della classifica statunitense Billboard Hot 100 del 7 febbraio 2009, salendo al quinto posto nella settimana conclusasi il 23 maggio 2009, trascorrendo nella classifica 30 settimane complessive, non scendendo sotto la posizione 40. Grazie a ciò Beyoncé ha registrato il maggior numero di singoli tra le prime dieci posizioni della classifica statunitense rispetto a qualsiasi altra artista femminile nella decade 2001-2010. In altre classifiche redatte da Billboard, Halo occupato la seconda posizione nella classifica Mainstream Top 40, la prima posizione nella classifica Hot Dance Club Songs e la 16ª nella classifica Hot R&B/Hip-Hop Songs. Il 5 gennaio 2010, la RIAA ha certificato il singolo come doppio disco di platino, con oltre due milioni di copie vendute nel paese. Nell'agosto 2022 RIAA ha aggiornato le vendite di Beyoncé, certificando Halo per una vendita complessiva di oltre 9 milioni di copie nel Paese.

### Regno Unito e Australia
Halo ha esordito nella Official Singles Chart alla posizione numero 98 per la settimana terminata il 21 febbraio 2009; nell'arco di sette settimane, il brano è salito alla numero quattro il 4 aprile 2009. Ha trascorso 49 settimane nella top 100 della classifica britannica, rientrando in classifica tra il 2010 e il 2014. A marzo 2018 ha venduto 1,1 milioni di copie nel Regno Unito, con 125 milioni di ascolti, ed è il suo singolo più venduto e ascoltato in streaming. Nel febbraio 2021 la canzone è stata certificata triplo disco di platino dalla British Phonographic Industry, con 1.800.000 unità vendute nel Regno Unito. Al 2022 ha venduto oltre 2.100.000 di copie.
Il 15 febbraio 2009 la canzone ha esordito nella ARIA Singles Charts alla posizione numero 29, salendo successivamente al terzo posto, dove è rimasta per quattro settimane. In totale ha trascorso 36 settimane tra le prime cinquanta posizioni della classifica, venendo certificata dall'Australian Recording Industry Association dodici volte platino per le 840.000 copie vendute, divenendo la nona canzone di un'artista donna più venduta in Australia.

## Classifiche

### Classifiche settimanali
| Classifica (2009-2012) | Posizione più alta |
| ---------------------- | ------------------ |
| Australia              | 3                  |
| Austria                | 6                  |
| Belgio (Fiandre)       | 15                 |
| Belgio (Vallonia)      | 3                  |
| Bulgaria               | 5                  |
| Canada                 | 3                  |
| Croazia                | 2                  |
| Danimarca              | 15                 |
| Francia                | 9                  |
| Germania               | 5                  |
| Irlanda                | 4                  |
| Italia                 | 5                  |
| Norvegia               | 1                  |
| Nuova Zelanda          | 2                  |
| Portogallo             | 2                  |
| Paesi Bassi            | 9                  |
| Regno Unito            | 4                  |
| Repubblica Ceca        | 2                  |
| Romania                | 11                 |
| Slovacchia             | 1                  |
| Spagna                 | 5                  |
| Stati Uniti            | 5                  |
| Svezia                 | 8                  |
| Svizzera               | 4                  |
| Turchia                | 10                 |